# 青山灣巴士總站
青山灣巴士總站（英文：Castle Peak Bay Bus Terminus）位於香港青山公路青山灣段，在青山灣泳灘對面，是屯門區內現存歷史最悠久的巴士總站之一，現時有1條巴士路線以此處為總站，另外有1條巴士路線途經此站。該巴士總站附近，即現時「容龍海鮮酒家」所在地，在20世紀50年代至80年代，曾為新界區知名的休閒景點「容龍別墅」，當年在市區生活的市民，會在假日長途跋涉地來到這裡消閒一整天。容龍別墅也是當年粵語電影的取景場地。

## 歷史
- 1973年：配合九巴大幅度重組路線，於該年7月16日投入服務，配合50線（原稱16，當時來往元朗至佐敦道碼頭）取消分段收費兼實施一人收費。當時53線是來往屯門新市（即現時的屯門站附近）及元朗東，以分流往來元朗至屯門的乘客。
- 1975年3月16日：53線延長至青山灣。
- 1981年10月19日：62線（大興←→青山灣）開辦，途經：大興、新墟、屯門市中心、友愛邨、新墟、杯渡路、青山公路新墟段、三聖。
- 1984年9月23日：50M線（來往元朗至葵芳站）永久停駛，53線延長至荃灣碼頭，與現時的行走路線大同小異。
- 1988年9月25日：62線取消，由輕鐵505綫取代。
- 1988年11月13日：九鐵巴士A59線（往來山景和青山灣）投入服務。
- 2005年3月7日：K58線投入服務。
- 2025年1月2日：K58調離，此站正式荒廢。

## 總站路線資料

### 港鐵巴士K58綫
- 富泰 ↔ 掃管笏

是由港鐵巴士營運的一條路線，提供屯門富泰邨往來港鐵屯馬綫兆康站、兆康苑、建生、良田、山景、新墟、屯門市中心、置樂花園及青山灣的巴士服務。於2005年3月7日起投入服務。只於星期一至五上課日上午提供服務。

## 途經路線資料

### 港鐵巴士K53綫
- 屯門站 ↺ 掃管笏

是由港鐵巴士營運的一條路線，提供港鐵屯馬綫屯門站、新墟及屯門市中心往來置樂花園、三聖、黃金海岸及掃管笏的巴士服務。於2005年3月7日起投入服務。